# Estação Anáhuac
A Estação Anáhuac é uma das estações do Metrorrey, situada em San Nicolás, entre a Estação San Nicolás e a Estação Universidad. Administrada pela STC Metrorrey, faz parte da Linha 2.
Foi inaugurada em 1º de outubro de 2008. Localiza-se no cruzamento da Avenida Universidad com a Avenida Central. Atende o bairro Anáhuac.